# Alfred Jerger

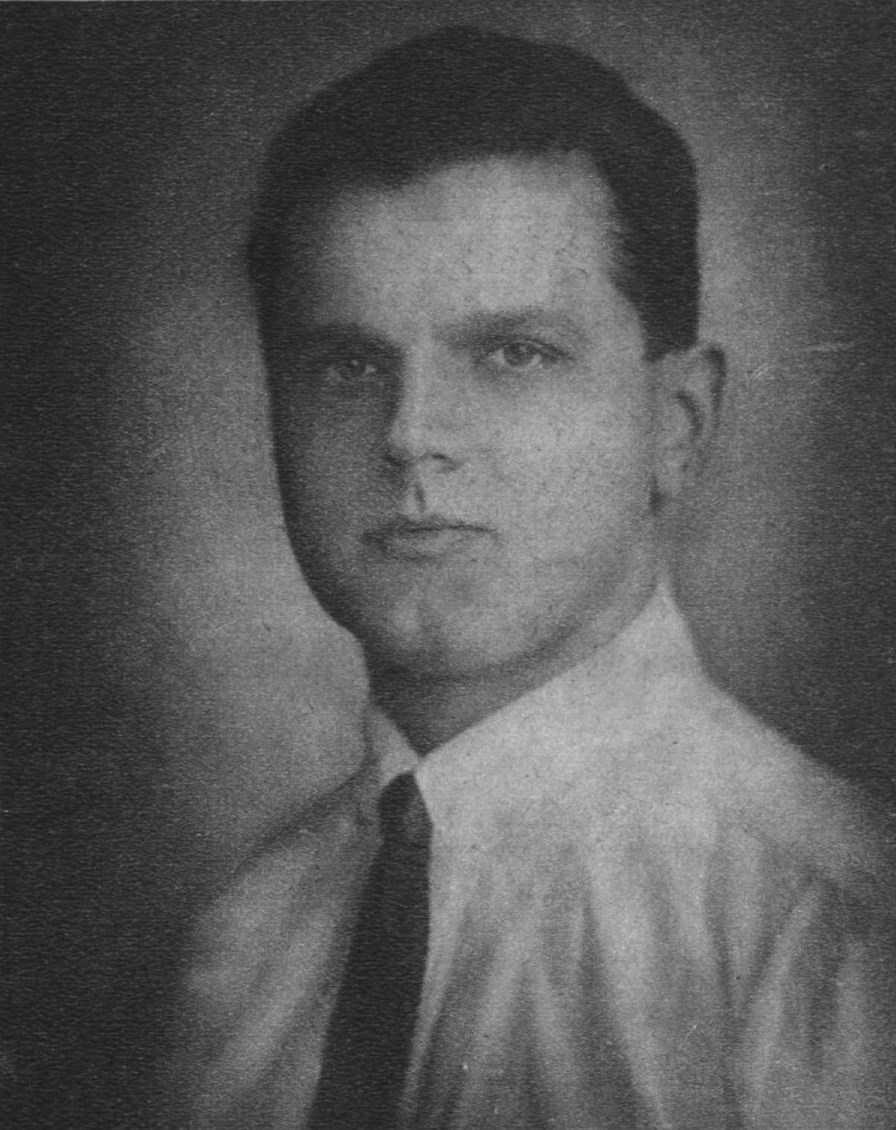
Alfred Jerger (Foto von Franz Xaver Setzer in: Das interessante Blatt, 28. Dezember 1922)

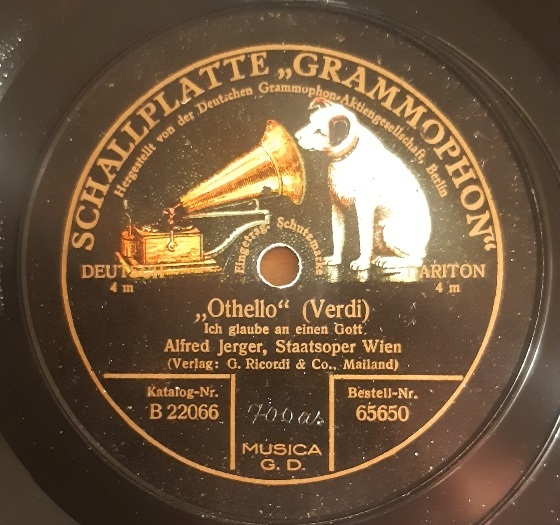
Schallplatte von Alfred Jerger (Berlin 1921)

Alfred Jerger (* 9. Juni 1889 in Brünn; † 18. November 1976 in Wien) war ein österreichischer Opernsänger (Bassbariton).

## Leben
Er studierte an der Musikakademie in Wien und wurde 1913 Operetten-Kapellmeister am Stadttheater Passau. Seine nächste Station war Winterthur und 1915 kam er nach Zürich.
In Zürich entdeckte man ihn als Sänger. Er gab hier 1917 sein Debüt als Bassbariton. 1919 gelangte er durch Vermittlung von Richard Strauss an die Münchner Staatsoper. 1921 wurde er Mitglied der Wiener Staatsoper, wo er bis 1953 tätig war. Jerger wirkte hier nicht nur als Sänger, sondern auch als Opernregisseur. Er befasste sich auch mit der Neubearbeitung von Libretti. Unter anderem verfasste er eine Neubearbeitung der Fledermaus und des Don Pasquale.
Am 1. Juli 1933 sang er in der Semperoper als Mandryka in der Uraufführung von Richard Strauss’ Arabella. Von 1922 bis 1959 wirkte Jerger häufig bei den Salzburger Festspielen mit, so gab er unter anderem 1938 den Sixtus Beckmesser in Die Meistersinger von Nürnberg unter Wilhelm Furtwängler. In dem Film Unsterbliche Melodien (1936) übernahm er die Hauptrolle des Walzerkönigs Johann Strauss, doch da Jerger darin auch Gesangseinlagen bot, galt der Film als wenig angemessen. 1945 machte ihn das Ensemble der Wiener Staatsoper provisorisch zum Intendanten. 1947 übernahm er eine Professur an der Wiener Musikakademie. Am 8. Juni 1959 erhielt er die Ehrenmedaille der Bundeshauptstadt Wien verliehen.
Er unternahm zahlreiche Tourneen und hinterließ viele Plattenaufnahmen. Noch 1969, im Alter von 80 Jahren wirkte er bei einer Aufnahme von Der Rosenkavalier in der Rolle des Notars mit.

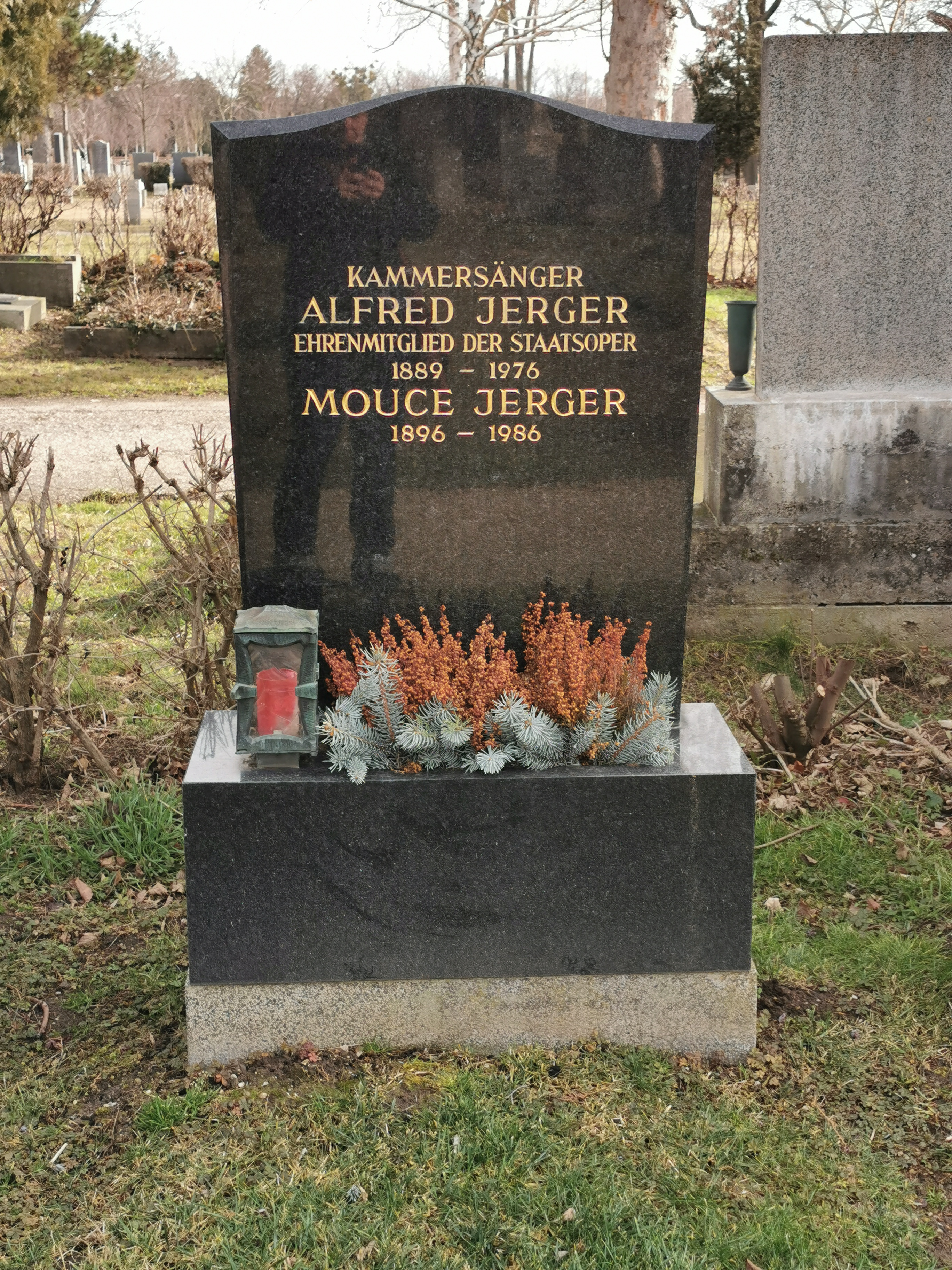
Grab auf dem Wiener Zentralfriedhof

Sein ehrenhalber gewidmetes Grab befindet sich auf dem Wiener Zentralfriedhof (Gruppe 40, Nummer 46).

## Hörbeispiele
- Die Zauberflöte - Toscanini - Salzburg 1937 - 1. Akt
- Die Zauberflöte - Toscanini - Salzburg 1937 - 2. Akt

mit Alexander Kipnis (Sarastro), Julia Osváth (Königin der Nacht), Jarmila Novotná (Pamina), Helge Rosvaenge (Tamino), Willi Domgraf-Fassbaender (Papageno), Dora Komarek (Papagena), Alfred Jerger (Sprecher), William Wernigk (Monostatos) – live 30. Juli 1937 Salzburger Festspiele